# Alexei Koroljow
Alexei Wladimirowitsch Koroljow (russisch Алексей Владимирович Королёв; * 20. Juni 1987 in Alma-Ata, Kasachische SSR, Sowjetunion) ist ein kasachischer Skispringer russischer Herkunft.

## Werdegang
Koroljow, der schon in jungen Jahren mit dem Skispringen begann, wurde 2004 ins Nationalteam aufgenommen und sprang am 17. Januar 2004 in Bischofshofen erstmals im Continental Cup. Er erreichte jedoch nur den 77. Platz. Es folgten drei Jahre im Continental Cup, in denen er meist nicht über Platz 50 hinauskam. Am 5. Februar 2006 wurde er erstmals ins Aufgebot für ein Weltcup-Springen aufgenommen und erreichte mit der Mannschaft gemeinsam mit Nikolai Karpenko, Radik Schaparow und Iwan Karaulow in Willingen den 9. Platz. Aufgrund dieses Ergebnisses wurde er für die Olympischen Winterspiele 2006 in Turin nominiert. Im Teamspringen erreichte er mit dem Team den 12. Platz. Am 19. März 2009 sprang er im Rahmen der Qualifikation zum Skifliegen in Planica mit 190 m seine persönliche Bestweite.
Bei den Kasachischen Meisterschaften im Skispringen 2009 in Garmisch-Partenkirchen gewann Koroljow am 18. Juli 2009 die Silbermedaille. Am 6. Februar 2010 konnte er mit einem 29. Platz in Willingen seine ersten Weltcup-Punkte erzielen. Bei den Olympischen Winterspielen 2010 in Vancouver schied er beim Springen von der Normalschanze als 44. nach dem 1. Durchgang aus. Am Ende der Saison 2009/10 belegte er mit zwei gewonnenen Weltcup-Punkten den 82. Platz in der Weltcup-Gesamtwertung. Beim Sommer-Continental Cup 2010 gelang ihm in keinem Springen ein Punktegewinn. Sein bestes Einzelergebnis war ein 31. Platz in seiner Heimat Almaty.
Nach guten Ergebnissen bei FIS-Springen in Almaty im Januar 2011 wurde Koroljow in den Kader für die Nordischen Skiweltmeisterschaften 2011 in Oslo aufgenommen. Dort verpasste er in beiden Einzeldisziplinen deutlich die Qualifikation und wurde in den Teamspringen mit der Mannschaft 10. und 12. Im Sommer 2011 blieb er bis zum Skisprung-Grand-Prix in Hinterzarten ohne Erfolg und oft weit hinter den Punkten zurück. Nach dem 27. Platz konnte er auch mit einem 25. Platz in Almaty erneut punkten, sodass er am Ende den 68. Platz der Gesamtwertung belegte. Nachdem er zum Weltcup-Auftakt in Kuusamo erneut die Qualifikation verpasste und auch im Teamspringen mit der Mannschaft über den 11. Platz nicht hinauskam, verblieb Koroljow auch weiterhin im Continental-Cup-Kader. Nachdem er auch in dieser Serie ohne Punkterfolg geblieben war, startete er im Januar 2012 gar im FIS Cup und erreichte dabei in Szczyrk sogar mit dem dritten Platz einen Podestrang. Bei den Weltcup-Springen im Februar 2012 scheiterte er in allen Einzelwettbewerben bereits in der Qualifikation.
Bei der Skiflug-Weltmeisterschaft 2012 in Vikersund konnte er sich im Einzel ebenfalls nicht qualifizieren und erreichte auch mit dem Team nur den 10. Platz.
Im Sommer 2012 wie auch zu Beginn der Saison 2012/13 blieb er im Weltcup erneut ohne Qualifikationserfolg. Auch im Continental Cup konnte er keine Punkte gewinnen. Überraschend schaffte Koroljow bei der Nordischen Skiweltmeisterschaft 2013 im Val di Fiemme die Qualifikation von der Normalschanze, schied aber im Wettbewerb als 49. und damit Vorletzter nach dem ersten Durchgang aus. Auch im Teamwettbewerb schied die Mannschaft als 12. und letzte bereits nach Durchgang eins aus.

## Statistik

### Weltcup-Platzierungen
| Saison  | Platz | Punkte |
| ------- | ----- | ------ |
| 2009/10 | 82.   | 002    |

### Grand-Prix-Platzierungen
| Saison | Platz | Punkte |
| ------ | ----- | ------ |
| 2008   | 52.   | 036    |
| 2011   | 68.   | 013    |